# M103
M103 (NGC581) е разсеян звезден куп, разположен по посока на съзвездието Касиопея. Открит е от Пиер Мешен през 1781.
Разстоянието му от Земята се оценява на 8500 св.г..
М103 съдържа около 40 звезди и понеже по-голямата част от тях са на главната последователност на Х-Р диаграмата, се приема, че М103 е млад куп.
Купът е с ъглов диаметър 6' и видима звездна величина +7.4.